# カプロン酸
カプロン酸（カプロンさん、caproic acid）は直鎖飽和カルボン酸である。IUPAC系統名ではヘキサン酸 (hexanoic acid) となる。消防法に定める第4類危険物 第3石油類に該当する。

## 性質
融点 −3 °C、沸点 205 °C の無色の液体。ヤギの体臭様のきわめて不快な臭いを有する。カプリ (capri) とはヤギ (Capra aegagrus) のことであり、ヤギの毛の油の分解物から得られたことによる。 

## 存在
酪酸などと共に、バターに含まれている。